# Keno Verseck
Keno Verseck (n. 1967, Rostock) este un jurnalist independent german.

## Viața
Keno Verseck a crescut în Republica Democrată Germană, pe care a părăsit-o în 1984. Începând cu anul 1991 a relatat ca jurnalist liber despre țările din Europa Centrală și de Est, concentrându-se pe Ungaria și România, unde a fost corespondent din 1991 până în 2000, lucrând în Budapesta, București, Cluj-Napoca, Brașov și Miercurea Ciuc, precum și pe teme de știință, cum ar fi astronomie, astrofizică și spațiu pentru ziare germane și de limbă română, radio și televiziune. Din 2000, el a călătorit în mod regulat pentru  cercetare și informare în Europa Centrală și Europa de Sud-Est.